# Dipòsit distribuïdor d'aigües de la Tallada
El dipòsit distribuïdor d'aigües de la Tallada és un dipòsit distribuïdor per Sant Guim de Freixenet i la Tallada construït davant la necessitat urgent d'aigua durant l'estiu, quan la població creixia pels molts estiuejants que hi anaven per gaudir d'un entorn favorable per la cura i prevenció de la tuberculosi.Construcció situada en un lloc elevat, vora la carretera d'accés a la Rabassa i Sant Guim de la Rabassa, i pròxim al nucli urbà de la Tallada. La seva estructura és de planta rodona i coberta circular, amb ràfec de teula. L'obra presenta un sòcol de ciment, ressaltant un treball motllurat amb franges estretes en forma de marc, tot imitant plaques de pedra. Per sobre, un fi arrebossat que cobreix la resta d'edifici. Sota el ràfec de la coberta exterior, es disposa una cornisa de maó amb una decoració dentada.